# إدوارد بانكر
إدوارد بانكر (بالإنجليزية: Edward Bunker)‏ مواليد 31 ديسمبر 1933 في هوليوود، الولايات المتحدة - الوفاة 19 يوليو 2005 في بربانك، الولايات المتحدة، هو كاتب وممثل وكاتب سيناريو أمريكي.

## الأعمال
- قطار منفلت
- تانغو وكاش
- كلاب المستودع
- أطول يارد

## روابط خارجية
- إدوارد بانكر على موقع IMDb (الإنجليزية)
- إدوارد بانكر على موقع ألو سيني (الفرنسية)
- إدوارد بانكر على موقع ميوزك برينز (الإنجليزية)
- إدوارد بانكر على موقع تيرنر كلاسيك موفيز (الإنجليزية)
- إدوارد بانكر على موقع أول موفي (الإنجليزية)
- إدوارد بانكر على موقع قاعدة بيانات الأفلام السويدية (السويدية)
- إدوارد بانكر على موقع إن إن دي بي (الإنجليزية)
- إدوارد بانكر على موقع ديسكوغز (الإنجليزية)
- إدوارد بانكر على موقع قاعدة بيانات الفيلم (الإنجليزية)
- إدوارد بانكر على موقع كينوبويسك (الروسية)